# MBO Group
MBO Group (forkortelse af The Music Business Organisation) er en dansk paraplyorganisation indenfor musik- og underholdningsbranchen. Selskabet blev grundlagt i 2004 af Benny Bach og Michael Ritto, der tidligere har været chef for henholdsvis CMC Entertainment og Medley Records.
Nordisk Film blev i efteråret 2005 medejer af MBO Group, og Michael Ritto og Benny Bach indtrådte i direktionen. I sommeren 2008 forlader Benny Bach begge selskaber, og Michael Ritto opkøber hans aktiepost i MBO Group. I december 2008 stopper Michael Ritto som administrerende direktør for Nordisk Film, og vil fremover fortsætte som aktionær i MBO Group. I 2011 blev MBO Group opkøbt af Universal Music.

## Selskaber
- A:larm Music
- CMC Entertainment
- Copenhagen Records
- Good Songs Publishing
- My Way Music
- Nordisk Special Marketing (NSM)
- Nordisk Trading Company (NTC)
- RecArt Music
- Music Business Norway
- Roxy Recordings